# Arraba
Arraba (arabisch عرّابة, DMG ʿArrāba), auch Arrabah, Arrabeh oder Arrabet Jenin, ist eine palästinensische Stadt im nördlichen Westjordanien, die 13 Kilometer südwestlich von Dschenin liegt. Sie liegt auf einer Höhe von 350 Metern über dem Meeresspiegel in der Nähe von Sahl Arraba, einer Ebene zwischen dem Berg Karmel und Nablus. Laut dem palästinensischen Zentralbüro für Statistik (PCBS) hatte Arraba im Jahr 2007 eine Bevölkerung von 9920 Einwohnern.

## Geschichte
Arrabas Umgebung umfasst Khirbet al-Hamam und Tel el-Muhafer, nach der Tradition soll es sich um den Ort der kanaanäischen Stadt Arubboth aus den Büchern der Könige (Rubutu in den ägyptischen Dokumenten) und der Stadt Narbata der Römerzeit handeln. Tell Dothan liegt nordöstlich von Arraba.

### Osmanische Ära (1517–1920)
Arraba wurde wie der Rest Palästinas im Jahre 1517 in das Osmanische Reich eingegliedert. Im Census von 1596 befand sich das Dorf im „nahiya Jabal Sami in der Liwa von Nablus“. Es hatte eine Bevölkerung von 81 Haushalten und 31 Junggesellen, alle Muslime. Steuern wurden auf Weizen, Gerste, Sommerprodukte, Olivenbäume, gelegentliche Einnahmen, Ziegen und Bienenstöcke und eine Presse für Oliven oder Trauben bezahlt.
Arraba ist der Ursprung des Abd al-Hadi-Clans, einst eine führende Landbesitzfamilie in den Bezirken von Afula, Baysan, Jenin und Nablus. Der Clan war traditionell gegen den Tuqan-Clan von Nablus. In den 1850er Jahren zogen die osmanischen Herrscher ihre Soldaten aus dem Distrikt zurück, um sie im Krimkrieg zu verwenden. Danach brachen Feindseligkeiten zwischen den verschiedenen palästinensischen Fraktionen aus. Die Abd al-Hadis haben mehrere Dörfer übernommen. Dies wurde dem britischen Konsul Rogers mitgeteilt, als er 1856 Arraba besuchte.
Im April 1859 führte eine Koalition von osmanischen Truppen und lokalen Führern einen Krieg gegen den Abd al-Hadi-Klan und stürmte Arraba. Mitglieder des Abd al-Hadi-Clans flohen oder wurden gefangen genommen. Währenddessen wurden die Befestigungen von Arraba zerstört und der Ort geplündert. Durch die Unterordnung von Arraba hatten die Osmanen die letzte Bastion der unabhängigen lokalen Herrschaft in der Nablus-Region zerstört.
Der französische Forscher Victor Guérin besuchte das Dorf 1870 und beschrieb es so: „Diese Ortschaft liegt auf einem Plateau … Es ist in drei Viertel geteilt, von denen einer einst von einer Mauer umgeben war, die mit kleinen Türmen flankiert war. Diese Mauer ist jetzt in großem Teil zerstört, nachdem sie in einer Belagerung, die vor einigen Jahren während einer Revolte gegen den Caimacam von Nablus gestürzt worden war.“ Guérin schrieb auch: „Arrabeh ist sicherlich auf den Ruinen einer alten Stadt gebaut. Wahrscheinlich hat es den Namen der heutigen Stadt getragen. Verblieben sind noch die alten Zisternen, die in den Felsen geschnitten sind, und sehr viele bearbeitete Steine, die in den modernen Häusern eingebaut sind. Vor der islamischen Ära stand hier eine Kirche, aus den Materialien wurde eine Moschee errichtet. Am Eingang ist ein […] monolithischer Block aus weißem Marmor, in dessen Mitte früher ein Kreuz mit gleichen Balken eingraviert war. Die Kirche wurde im Inneren mit kannelierten Säulen mit korinthischen Kapitellen, halb spiralförmig, halb vertikal gestaltet, Fragmente der Schächte sind noch in der Moschee zu sehen“. Im Jahre 1882 beschrieb der Palästina Explorationsfonds Arraba als „ein sehr großes Dorf am Südhang eines Kamms, das nördlich mit Häusern auf der Hochebene bestückt ist. Es gibt eine kleine Moschee im Zentrum und ein oder zwei große Gebäude, darunter das Haus des Scheichs. Die Wasserversorgung ist ganz von den Brunnen innerhalb des Dorfes und auf der Straße nach Norden gesichert. Es gibt einen Kamm von sehr kahlen Felsen zwischen dem Dorf im Süden und der Ebene (Merj 'Arrabeh) im Norden. Zerstreute Oliven wachsen um das Dorf herum, aber die unmittelbare Nachbarschaft ist sehr nackt. Die Dorfbewohner sind turbulent und reich und besitzen sehr schöne Länder in der nördlichen Ebene.“
1913 bis 1914 bauten die Osmanen durch Arraba einen Abzweig mit Bahnhof von der alten Jesreel-Talbahn, selbst ein Zweig der jetzt zerstörten Hedschasbahn, der in Nablus endete.

### Britische Ära 1920–1948
In der Volkszählung von Palästina 1922, die von der britischen Mandatsregierung durchgeführt wurde, hatte Arraba eine Bevölkerung von 2196 Einwohnern, die alle Muslime waren. In der Volkszählung von 1931 in Palästina hatte sich die Anzahl der Bevölkerung auf 2500 erhöht – noch alle Muslime, sie bewohnten 554 Häuser.
Im Jahr 1945 bestand die Bevölkerung nach einer offiziellen Land- und Bevölkerungsumfrage aus 3810 Muslimen mit 39.901 Dunam Land. 5 Dunams wurden für Zitrusfrüchte oder Bananen verwendet, 3.568 Dunams für Pflanzen und Bewässerungsland und 23.357 Dunams für den Getreideanbau, während 315 Dunams dicht bebautes Land waren.

### Von 1948 bis zur Gegenwart
Im Zuge des arabisch-israelischen Krieges und nach den Waffenstillstandsvereinbarungen 1949 kam Arraba unter die Herrschaft Jordaniens.
Seit dem Sechs-Tage-Krieg im Jahre 1967 ist Arraba unter israelischer Besatzung.